# アキ・ローゼンタール
アキ・ローゼンタール（英: Aki Rosenthal、中: 亚绮-罗森）は、日本のバーチャルYouTuber（以下「VTuber」）、バーチャルアイドル。ホロライブプロダクションの女性VTuberグループ・ホロライブ1期生のメンバー。

## 概要
誕生日は2月17日。身長162センチ。挨拶は「アローナ！」など。愛称は「アキロゼ」、「アキちゃん」など。
キャラクターデザインは安曇アキタケ、Live2Dモデルはrariemonn、新Live2Dモデルはけっふぃー、3Dモデルはおんだがそれぞれ担当。
ファンネームは「ロゼ隊」。

## 人物・エピソード
- ゲーム実況の他、ASMRによるささやき配信、料理配信などを行っている[9][3]。
- 特技はベリーダンスで、オリジナル楽曲「シャルイース」のミュージックビデオでは自ら振付・構成・演技を担当した[10]。
- デビュー当時はパーソナルコンピュータなどの配信機材を全く所持しておらず、配信用のスマートフォンと付属のイヤホンのみで配信を行っていた[11]。エキサイトが『hololive 1st Generation 3rd Anniversary LIVE「from 1st」』の前に実施した座談会では、デビュー当時は1期生の中で自身のみがYouTuberではなかったと語っている[11]。また、同座談会では自身の配信活動について、デビュー前に想像していたものとはかなり異なっていたと語っており、配信活動そのものを自身の日常をさらけ出す「リアルタイムショー」と評している[11]。
- 配信活動の手本にしている・尊敬しているVTuberの一人として、同期の白上フブキを挙げている[12]。
- 2018年12月2日に行われた半年記念配信では、ダンスを続けるために一時的な療養（入院）が必要であるとして、約2ヶ月間の活動休止を発表した[13]。休止中は、最小限の活動としてASMR動画を投稿していた[14][15][16]。その後、2019年2月10日に療養を終え復帰配信を行った[17]。

## 略歴
- 2018年
  - 6月1日、活動開始を発表[18]。Mirrativにて初配信を行いデビュー[19]。
  - 6月27日、ライブ配信サービス・ツイキャスのVTuber専用プログラム導入に伴い、アカウントを開設し配信を実施[20]。
  - 12月2日、半年記念配信を実施し、同配信内で療養による約2ヶ月間の活動休止を発表[13]。

- 2019年
  - 2月10日、療養を終え、復帰配信を実施[17]。
  - 2月16日、YouTubeにてLive2D新衣装（部屋着）のお披露目配信を実施[21]。
  - 6月29日、YouTubeにて3Dモデルのお披露目配信を実施[22]。
  - 8月4日、YouTubeにて3D水着衣装のお披露目配信を実施[23]。
  - 11月29日、ニコニ立体にてMikuMikuDance用の3Dモデルを公開[24]。
  - 12月10日、YouTubeメインチャンネルの収益化剥奪により、サブチャンネルを開設[25]。

- 2020年
  - 1月1日、YouTubeにてLive2D正月衣装のお披露目配信を実施[26]。
  - 2月10日、YouTubeメインチャンネルの収益化が復活[27]。
  - 3月26日、YouTubeチャンネル登録者数が10万人を突破[28]。
  - 7月29日、YouTubeにて新Live2Dのお披露目配信を実施[29]。
  - 8月11日、YouTubeチャンネル登録者数が20万人を突破[30]。
  - 10月15日、YouTubeチャンネル登録者数が30万人を突破[31]。
  - 12月4日、YouTubeにてLive2D衣装（ゴシック・アンド・ロリータ）のお披露目配信を実施[32]。

- 2021年
  - 1月9日、YouTubeチャンネル登録者数が40万人を突破[33]。
  - 5月5日、YouTubeチャンネル登録者数が50万人を突破[34]。
  - 10月11日、YouTubeにてLive2D衣装のお披露目配信を実施[35]。

- 2025年
  - 5月11日、YouTubeのチャンネル登録者数が100万人を突破した。これにより、全ホロライブJPメンバーが登録者数100万人を果たすこととなった[36][37][38]。耐久配信中、Xで「アキロゼ100万人耐久」がトレンド1位となった[38]。

## 主な出演

### ライブ・イベント

#### 2018年
- バーチャルハロウィン VR脱出ゲーム 〜伝説のお菓子を求めて〜（10月27日、YouTubeチャンネル「なるはやちゃんねる」にてオンライン配信）[39]

#### 2019年
- ホロライブ×TSUKUMO「バーチャルチョコレートお渡し会」（2月14日、TSUKUMOパソコン本店III）[40]
- Vtuber風宮まつり 1周年飲みにけ〜しょん（7月20日、池袋HUMAXシネマズ）[41]
- 会える！ 話せる！ VTuberおしゃべりフェス 2019夏（8月24日・8月28日、24日：東京都立産業貿易センター・28日：Zepp Namba）[42]
- VtuberLand2019 ホロライブWEEK 〜清楚さいきょうらんど〜 特別ホールイベント 第1部（10月5日、よみうりランド 日テレらんらんホール）[43]
- エンタスでVTuberと筋トレするイベント『V筋』（10月14日、秋葉原エンタス）[44]
- バーチャルスナック（10月26日、東京都・スナック十°）[45]

#### 2020年
- 会える！ 話せる！ VTuberおしゃべりフェス on バレンタイン ホロライブ編（2月16日、3331 Arts Chiyoda 体育館）[46]
- ポケットモンスター ソード・シールド オンライン大会 ホロポケカップ 2日目（3月31日、ニコニコ生放送にてオンライン配信）[47]
- 「VTuber Fes Japan」DAY1（「ニコニコネット超会議」内）（4月18日、ニコニコ生放送にてオンライン配信）[48][49]
- ブシロードゲーム祭り 6日目 『少女☆歌劇 レヴュースタァライト -Re LIVE-』（9月24日、YouTubeにてオンライン配信）[50]

#### 2021年
- ホロライブ×ジョイポリス HAPPY PARTY「ホロ×マッチ」（1月16日、東京ジョイポリス）[51]
- VTuber Fes Japan 2021 DAY2（1月31日、川口総合文化センター）[52]
- hololive IDOL PROJECT 1st Live.『Bloom,』（2月17日、ニコニコ生放送・SPWNにてオンライン配信）[53]
- ガリベンガーV大感謝祭 VTuberぜんぶ推しSP 夜の部【エモーショナル編】（4月29日[54]、EX THEATER ROPPONGI）
- hololive 1st Generation 3rd Anniversary LIVE「from 1st」（5月28日、SPWNにてオンライン配信）[55] - 新型コロナウイルス感染症による非常事態宣言によりオンラインライブに切り替え[56]
- VARK Presents. hololive Virtual LIVE series in VARK『Cinderella switch-new act- 〜ふたりでつくるホロライブ〜』vol.5（11月27日、VARKS※）[57]

#### 2022年
- 3rd Anniversary ガリベンガーV 超感謝祭 〜英二と君と僕の未来〜（2月20日 ◆夜の部＜Future Vision＞、豊洲PIT）[58]
- hololive SUPER EXPO 2022 Supported By ヴァイスシュヴァルツ（3月19日 - 20日 DAY2、幕張メッセ 国際展示場1-3ホール）[59]

#### 2023年
- Blue Journey 1st Live「夜明けのうた」（2023年9月13日、東京ガーデンシアター）[60]

#### ホロライブ全体ライブ
- 「hololive 1st fes. ノンストップ・ストーリー」（1月24日、豊洲PIT）[61]
- 「hololive 2nd fes. Beyond the Stage Supported By Bushiroad」STAGE2 (12月22日、ニコニコ生放送・SPWNにてオンライン配信）[62]
- 「hololive 3rd fes. Link Your Wish Supported By ヴァイスシュヴァルツ」DAY2（3月20日、hololive SUPER EXPO 2022と同時開催）[59]
- 「hololive 4th fes. Our Bright Parade Supported By Bushiroad」DAY2（2023年3月19日、幕張メッセ）[63]
- 「hololive 5th fes. Capture the Moment Supported By Bushiroad」DAY1（2024年3月16日、幕張メッセ）[64]
- 「hololive 6th fes. Color Rise Harmony」DAY2（2025年3月9日、幕張メッセ）[65][66]

### テレビ番組
- 超人女子戦士 ガリベンガーV （第76話[67]、第110話[68]、小峠教官大興奮！未公開大放出SP！[69]、テレビ朝日）
- プロジェクトV（2021年10月27日[70]、日本テレビ）

### ゲーム
- 暁のブレイカーズ（2019年6月13日 - 7月4日[71]、アキ・ローゼンタール〈本人役〉）

### その他
- hololive ERROR（2021年[72]、茨咲希）
- ヒーロー文庫  - 異世界迷宮でハーレムを （2022年[73]、 第12巻発売PVナレーション）

## タイアップ
2020年
- Reバース for you - トライアルデッキ ホロライブプロダクション ver.ホロライブ1期生（8月21日発売）

2021年
- 酒・日本酒通販 KURAND - ホロのみ ホロライブ Ver. -アキ・ローゼンタール-（1月27日から2月28日までの期間・数量限定予約販売）
- ワキプリントピア - hololive 1st Generation 3rd Anniversary LIVE「from 1st」フレーム切⼿セット （5月28日から郵便局ネットショップ限定販売）
- TSUKUMO - ツクモネットショップ×ホロライブコラボキャンペーン Vol.2
  - ぬいぐるみ（3月15日から3月21日までの期間限定予約販売）
  - アクリルスタンド（5月7日発売）
  - マグカップ（4月15日発売）

- LINE - ホロライブ公式スタンプ vol.1（5月9日販売開始）
- パシフィック・リーグ - ホロパシフィック（コラボ球団 - 東北楽天イーグルス）
- Brasta、ローソン - ホロライブプロダクションカードチョコ ver.2（9月21日発売）
- バンダイ - ホロライブ カプセルラバーマスコットコレクションVOL.2 （9月第4週発売）
- ブシロード - ヴァイスシュヴァルツ トライアルデッキ＋(プラス) （9月24日発売）

2022年
- ファミリーマート - ホロマートVol.6（1月25日販売開始）
- PACIFIC RACING TEAM - パシフィック×ホロライブレーシングプロジェクト
- マーベル・スタジオ - 『ドクター・ストレンジ／マルチバース・オブ・マッドネス』

## ディスコグラフィ
○出典：hololive（ホロライブ）公式サイト

### アキ・ローゼンタール
| 発売日        | タイトル               | 品番     | 出典          |
| ------------- | ---------------------- | -------- | ------------- |
| 2020年6月30日 | シャルイース           | CVRD-005 | [ 88 ] [ 89 ] |
| 2021年2月18日 | ヒロインオーディション | CVRD-030 | [ 90 ] [ 91 ] |
| 2022年6月2日  | ROSE of the LAMP       | CVRD-162 | [ 92 ] [ 93 ] |
| 2023年5月28日 | キミにまつわる運命事情 | CVRD-260 | [ 94 ] [ 95 ] |
| 2025年2月18日 | 異薔薇                 | CVRD-534 | [ 96 ]        |

| 発売日       | タイトル                   | 品番     | 出典   |
| ------------ | -------------------------- | -------- | ------ |
| 2025年6月2日 | MUSICAL Fantasia of Bremen | CVRD-578 | [ 97 ] |

### hololive 1st Generation
| 発売日        | タイトル             | 品番     | 出典          |
| ------------- | -------------------- | -------- | ------------- |
| 2021年5月15日 | Plasmagic Seasons!   | CVRD-045 | [ 98 ] [ 99 ] |
| 2024年6月2日  | Secret Garden        | CVRD-431 | [ 100 ]       |
| 2025年6月2日  | 電脳ぴゅあ推し大宣言 | CVRD-576 | [ 101 ]       |

### hololive IDOL PROJECT
| 発売日        | タイトル                                            | 品番     | 出典    |
| ------------- | --------------------------------------------------- | -------- | ------- |
| 2019年9月16日 | Shiny Smily Story                                   | CVRD-001 | [ 102 ] |
| 2020年2月17日 | 夢見る空へ                                          | CVRD-002 | [ 103 ] |
| 2021年1月14日 | Candy-Go-Round                                      | CVRD-021 | [ 104 ] |
| 2021年1月28日 | Suspect                                             | CVRD-025 | [ 105 ] |
| 2021年2月19日 | あすいろClearSky                                    | CVRD-031 | [ 106 ] |
| 2022年3月13日 | Prism Melody                                        | CVRD-138 | [ 107 ] |
| 2022年8月19日 | 飛んでK！ホロライブサマー                           | CVRD-199 | [ 108 ] |
| 2022年8月26日 | Sparklers                                           | CVRD-202 | [ 109 ] |
| 2024年3月15日 | ホロライブ言えるかな？hololive SUPER EXPO 2024 ver. | CVRD-406 | [ 110 ] |

| 発売日        | タイトル | 品番     | 出典    |
| ------------- | -------- | -------- | ------- |
| 2021年4月21日 | Bouquet  | HOLO-001 | [ 111 ] |

### Hoshimatic Project
| 発売日        | タイトル      | 品番     | 出典    |
| ------------- | ------------- | -------- | ------- |
| 2024年11月8日 | GET THE CROWN | CVRD-497 | [ 112 ] |

### Blue Journey
| 発売日       | タイトル | 品番       | 出典    |
| ------------ | -------- | ---------- | ------- |
| 2024年2月7日 | 水たまり | UPCH-89552 | [ 113 ] |

| 発売日       | タイトル     | 品番       | 出典    |
| ------------ | ------------ | ---------- | ------- |
| 2023年9月6日 | 夜明けのうた | UPCH-20658 | [ 114 ] |

### その他の参加作品
| タイトル                                            | 規格     | 発売日         | 備考 |
| --------------------------------------------------- | -------- | -------------- | --- |
| Nekoze Punch!!                                      | 音楽配信 | 2019年12月25日 | アシノ（トマト組）とのコラボユニット 「kawaii ASMR music Project」の楽曲 ASMRを意識した立体音響楽曲 YouTubeでは360°VRによるMVを公開 |
| Chocolate Pandemic                                  | 音楽配信 | 2020年2月14日  | アシノ（トマト組）とのコラボユニット 「kawaii ASMR music Project」の楽曲 ASMRを意識した立体音響楽曲                                 |
| 輪廻るセカイと罪ノ果実 (feat. アキ・ローゼンタール) | 音楽配信 | 2020年5月9日   | 音楽制作グループ・トマト組のアルバム 「A MOMENT」収録楽曲                                                                           |